# NGC 6398
NGC 6398 (również PGC 60735) – galaktyka spiralna z poprzeczką (SBa), znajdująca się w gwiazdozbiorze Pawia. Odkrył ją John Herschel 7 lipca 1836 roku.